# John Adams (myterist)
John Adams, född 4 december 1767, död 5 mars 1829, var den siste överlevande av myteristerna på Bounty, som bosatte sig på Pitcairn i januari 1790 året efter myteriet. Pitcairnöarnas huvudstad Adamstown är uppkallad efter honom.